# Floresta Nacional de Canela
A Floresta Nacional de Canela é uma unidade de conservação federal no Rio Grande do Sul, Brasil.
Foi criada em 25 de outubro de 1968 através da Portaria nº 561 em uma área de 517 hectares no município de Canela, destinando-se a um uso sustentável dos recursos florestais, ao turismo e à pesquisa científica. Anteriormente a área pertencia ao Instituto Nacional do Pinho, que criou zonas de reflorestamento com espécies exóticas, mas tem também 130 ha de replantio de Araucaria angustifolia, espécie nativa em ameaça crítica de extinção. Hoje é administrada pelo Instituto Chico Mendes de Conservação da Biodiversidade.